# Латвійсько-російський кордон
Латвійсько-російський кордон — сучасний кордон між Латвією та Росією.
Згідно з договором між Російською Федерацією та Латвійською Республікою про державний кордон, кордон проходить від потрійного стику державних кордонів Латвійської Республіки, Російської Федерації та Республіки Білорусь до потрійного стику державних кордонів Латвійської Республіки, Російської Федерації та Естонської Республіки.
Загальна протяжність кордону 214 км. З російської сторони це частина кордону, який проходить по Псковській області.
Цей кордон не цілком збігається з передвоєнним кордоном. У 1946 році до складу РРФСР було офіційно включено, а зі складу Латвійської РСР виключено, район довкола міста Абрене (латис. Abrene, рос. Пыталово). Латвія остаточно відмовилася від територіальних претензій на Абренський (рос. Пыталовский) район лише 27 березня 2007 року.

## Примітки

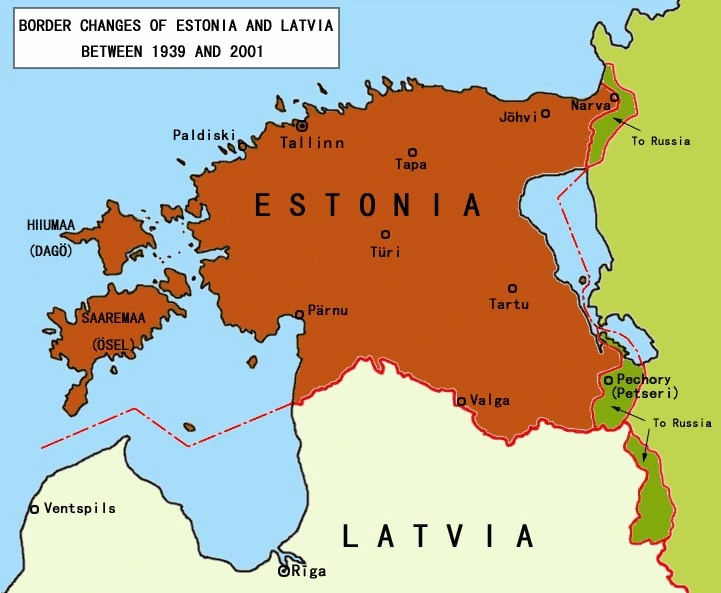
Історія Російсько-латвійського кордону